# 埃米莉·霍维
埃米莉·博斯哈尔·霍维（挪威語：Emilie Bosshard Haavi；1992年6月16日—），挪威女子职业足球运动员，司职中场，目前效力于罗马体育俱乐部和挪威国家女子足球队。她曾代表挪威参加2023年国际足联女子世界杯。